# Ahmed Bughammar
Ahmed Bughammar (en árabe: أَحمَد مُبَارَك أَحمَد مُبَارَك بُوغَمَّار‎; Muharraq, Baréin, 30 de diciembre de 1997) es un futbolista de Baréin que juega en la posición de defensa. Desde el 2021 juega con el Al Khaldiya SC de la Liga Premier de Baréin.

## Carrera

### Club
| Periodo   | Club           |
| --------- | -------------- |
| 2014-2021 | Hidd SCC       |
| 2021–     | Al Khaldiya SC |

### Selección nacional
Ha militado a nivel de selección nacional desde la categoría sub-19, donde incluye su participación en los Juegos Asiáticos de 2018. Con Baréin debutó en 2018 y un año después fue convocado para jugar en la copa Asiática 2019.
Su primer gol con la selección nacional lo anotó el 1 de septiembre de 2021 en la victoria por 6-1 ante Haití en un partido amistoso en Riffa.

## Logros
- Liga Premier de Baréin (3): 2015/16, 2019/20, 2022/23
- Copa del Rey de Baréin (2): 2015, 2022
- Copa FA de Baréin (2): 2015, 2017
- Supercopa de Baréin (3): 2015, 2016, 2022